# Napal Licin
Napal Licin is een bestuurslaag in het regentschap Musi Rawas van de provincie Zuid-Sumatra, Indonesië. Napal Licin telt 2023 inwoners (volkstelling 2010).